# جون أ. مون
جون أ. مون هو قاضي ومحامي وسياسي أمريكي، ولد في 22 أبريل 1855 في شارلوتسفيل في الولايات المتحدة، وتوفي في 26 يونيو 1921 في تشاتانوغا في الولايات المتحدة. نشط حزبياً في الحزب الديمقراطي. وقد انتخب عضو مجلس النواب الأمريكي ‏.